# Štadión Petržalka
Das Štadión Petržalka (auch als Štadión za Starým mostom, deutsch Stadion hinter der Alten Brücke bekannt) war ein Fußballstadion im gleichnamigen Stadtteil Petržalka der slowakischen Hauptstadt Bratislava. Es befand sich am Ostrand des Parks Sad Janka Kráľa.

## Geschichte
Die Ursprünge des Stadions reichen bis in das Jahr 1900 zurück. Es war von Anfang an die Spielstätte des 1898 gegründeten lokalen Fußballklubs, der damals den ungarischen Namen Pozsonyi Torna Egyesulet trug und sich nach etlichen, teils politisch bedingten Namenswechseln heute FC Petržalka 1898 nennt und nach finanzieller Probleme momentan in der fünften slowakischen Liga spielt.
Nach dem Zweiten Weltkrieg wurde das völlig zerstörte Stadion wieder aufgebaut. Es hatte zum Schluss eine Kapazität von 7100 Plätzen, davon 5600 Sitzplätze. Das Stadion wurde hauptsächlich für Fußballspiele genutzt. Zu Heimspielen kamen im Schnitt etwa 4000 Zuschauer. 
Ab 2008 war das Stadion unbenutzt, da der Klub in das innerstädtische Štadión Pasienky umgezogen war. Dies geschah, weil der letzte Eigentümer, die Grafobal Group, eine Umwandlung in eine Mehrzweckzone mit unter anderem 220 Wohnungen, Hotel mit 200 Zimmer, Konferenzzentrum mit 600 Sitzplätzen und ein 29-stöckiges Bürogebäude für insgesamt 4,5 Milliarden Sk plante. Der Bau kann jedoch noch nicht beginnen, da das Gelände offiziell für Sportaktivitäten bestimmt ist. Im September 2012 wurde mit dem Abriss der verfallenen Spielstätte begonnen.

## Galerie

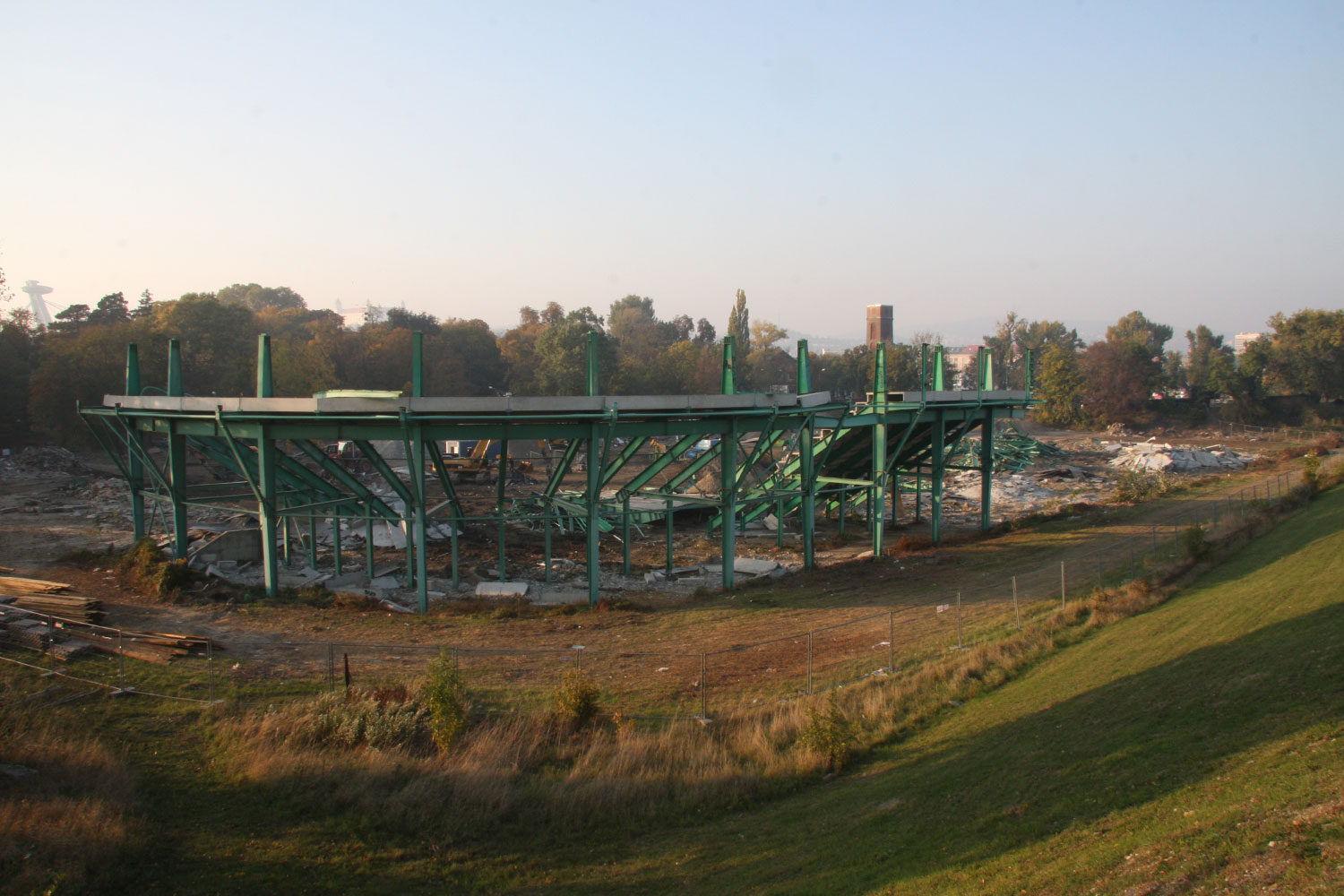
Überreste des Stadions im Oktober 2012
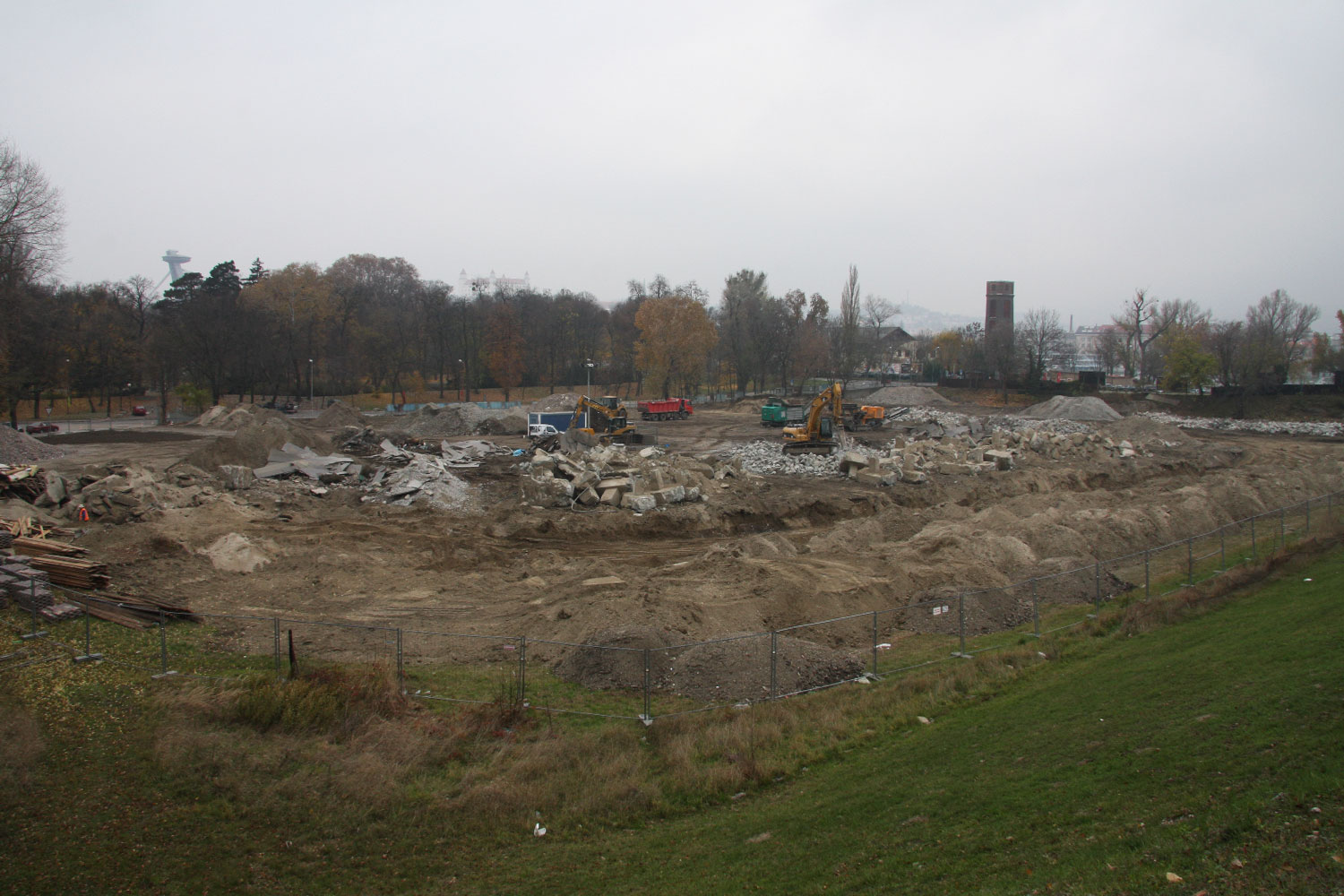
Das abgerissene Stadion im November 2012